# Mohon (Ardenne)
Mohon è un ex comune francese di 9 048 abitanti, ora quartiere di Charleville-Mézières, situato nel dipartimento delle Ardenne nella regione del Grande Est.
Il centro smise di costituire un comune autonomo il 1º ottobre 1966, quando avvenne la fusione.

## Geografia fisica
Il comune era esteso per 5,80 km². Mohon si trova sulla Mosa, presso la confluenza con la Vence, sulla riva opposta a quella di Mézières.

## Storia
Mohon passò alla Francia il 6 marzo 1629, sotto il regno di Luigi XIII. Il comune nacque nel 1789 e, per decreto prefettizio del 19 luglio 1966, fu agglomerato a quelli vicini di Charleville, Mézières, Étion e Montcy-Saint-Pierre.

## Monumenti e luoghi d'interesse
Al centro dell’abitato sorge una chiesa costruita in stile neogotico tra il XVI e XVII secolo e dedicata a Saint-Lié.

## Società

### Evoluzione demografica
| 1793 | 1800 | 1806 | 1821 | 1831 | 1836 | 1841 | 1846 | 1851 | 1866 | 1872 | 1876 | 1881 |
| ---- | ---- | ---- | ---- | ---- | ---- | ---- | ---- | ---- | ---- | ---- | ---- | ---- |
| 340  | 317  | 412  | 393  | 407  | 435  | 527  | 540  | 540  | 1051 | 1721 | 2393 | 2877 |

| 1886 | 1891 | 1896 | 1901 | 1906 | 1911 | 1921 | 1926 | 1931 | 1936 | 1946 | 1954 | 1962 |
| ---- | ---- | ---- | ---- | ---- | ---- | ---- | ---- | ---- | ---- | ---- | ---- | ---- |
| 3638 | 3970 | 4260 | 5098 | 6054 | 7428 | 8080 | 7840 | 7853 | 7705 | 6541 | 7706 | 9048 |

## Infrastrutture e trasporti
A Mohon è presente una stazione sulla ferrovia Soissons-Givet, costruita nel 1858, e ad essa è annesso un deposito della SNCF.

## Amministrazione
Di seguito è presentata una tabella relativa alle amministrazioni che si sono succedute in questo comune.
| Primo cittadino     | Partito | Partito                                      | Mandato        | Mandato      |
| Primo cittadino     | Partito | Partito                                      | Inizio         | Fine         |
| ------------------- | ------- | -------------------------------------------- | -------------- | ------------ |
| Brézol              |         |                                              | prima del 1875 | dopo il 1876 |
| Pierre Jules Hubert |         | Partito Socialista (Francia)                 | 1901           | 1908         |
| Martin Cacheleux    |         | Sezione Francese dell'Internazionale Operaia | 1908           | 1922         |
| Adolphe Villière    |         | Sezione Francese dell'Internazionale Operaia | 1923           | 1935         |
| Maurice Voirin      |         | Sezione Francese dell'Internazionale Operaia | 1935           | 1940         |
| Yvonne Dauby-Godard |         | Partito Comunista Francese                   | 1945           | 1947         |
| Paul Massé          |         | Sezione Francese dell'Internazionale Operaia | 1953           | 1966         |